# 함학수
함학수(咸學洙, 1955년 1월 2일 ~ )는 전 한국 프로 야구 삼성 라이온즈의 선수이자, 전 강릉고등학교 야구부 감독이다.
1982년 한국 프로 야구가 출범함에 따라 삼성 라이온즈의 원년 멤버로 활동하였고, 주 포지션은 1루수였다.
한편, 1997년 현대 코치를 끝으로 한동안 프로야구계를 떠났다가 1999년 말 김준환 쌍방울 감독 대행이 쌍방울 정식 감독으로 부임한 과정에서 쌍방울 코치로 부임했지만 팀이 2000년 1월 해체된 후 새로 창단된 SK 와이번스에서 코치를 맡았는데  같은 해 말 단행된 '쌍방울 색 지우기' 프로젝트에 따라 팀을 떠나 프로야구계와 인연을 끊었고 함학수 코치 외에도  앞서 언급한 것처럼  1999년 말 김준환 쌍방울 감독 대행이 쌍방울 정식 감독으로 부임한 과정에서 쌍방울 코치로 부임했지만 팀이 2000년 1월 해체된 후 새로 창단된 SK 와이번스에서 코치를 역임한  김성현 박철우 이건열 코치와 쌍방울 시절부터 몸담아 온 박상열 김만후 코치가 같은 해 말 단행된 '쌍방울 색 지우기' 프로젝트에 따라 팀을 떠나야 했다.

## 출신학교
- 대구명덕초등학교
- 경북중학교
- 경북고등학교

## 통산 기록
- 타율 : 0.259
- 출장 : 481경기
- 타수 : 1,330개
- 득점 : 186점
- 안타 : 344개
- 홈런 : 32개
- 루타 : 513개
- 타점 : 185점
- 도루 : 44개
- 4사구 : 91개
- 삼진 : 153개
- 병살 : 27개
- 장타율 : 0.386

## 경력
- 1982~1987년 : 삼성 라이온즈 선수
- 1988~1990년 : 삼성 라이온즈 코치
- 1991~1993년 : 빙그레 이글스 코치
- 1994~1995년 : 태평양 돌핀스 코치
- 1996~1997년 : 현대 유니콘스 코치
- 1999년 : 세광고등학교 야구부 감독, 쌍방울 레이더스 코치(12월부터 부임했고 2000년 1월 팀 해체)
- 2000년 : SK 와이번스 코치
- 2003년 : 성남고등학교 야구부 코치
- 2005년 : 강릉고등학교 야구부 감독

1. ↑  백기곤 (1999년 12월 9일). “김준환감독등 코치진 확정 쌍방울레이더스”. 전북일보. 2020년 5월 28일에 확인함.[깨진 링크(과거 내용 찾기)]
2. ↑  천병혁 (2000년 10월 19일). “<프로야구소식> SK, 코칭스태프 대개편”. 연합뉴스. 2020년 5월 28일에 확인함.
3. ↑  백기곤 (1999년 12월 9일). “김준환감독등 코치진 확정 쌍방울레이더스”. 전북일보. 2020년 5월 28일에 확인함.[깨진 링크(과거 내용 찾기)]
4. ↑  천병혁 (2000년 10월 19일). “<프로야구소식> SK, 코칭스태프 대개편”. 연합뉴스. 2020년 5월 28일에 확인함.